# گوشت خزندگان ۲
گوشت خزندگان ۲ (انگلیسی: Carnosaur 2) یک فیلم اکشن و  ترسناک آمریکایی محصول سال ۱۹۹۵ به کارگردانی لوئیس مورنو و دنباله‌ای بر فیلم گوشت‌خزندگان محصول ۱۹۹۳ است. این دومین قسمت از مجموعه فیلم‌های این مجموعه محسوب می‌شود. جان سوج، کلیف دیانگ، دان استراود، رایان توماس جانسون و آرابلا هولزبوگ در این فیلم ایفای نقش می‌کنند. این فیلم درباره تیمی از تکنسین ها است که برای بررسی مشکلات مربوط به برق و ارتباطات به مخزن زباله هسته‌ای کوه یوکا می‌روند. آنها متوجه می‌شوند که این مرکز توسط دایناسورهای شبیه سازی شده تسخیر شده است. داستان فیلم شباهت های زیادی با فیلم بیگانه‌ها محصول ۱۹۸۶ دارد.

قبل از تکمیل ساخت نسخه قبلی، این فیلم توسط راجر کورمن، تهیه کننده اجرایی برنامه ریزی شده بود. هنرمند جلوه‌های ویژه، جان کارل بیکلر، برای دنباله‌ای بازگشت که از مدل‌های دایناسور خود از کارنوسور اصلی استفاده کرد. فیلمبرداری در طول یک فیلمبرداری ۱۸ روزه، شامل یک هفته فیلمبرداری در یک نیروگاه برق نزدیک دریاچه کاستائیک در کالیفرنیا انجام شد. این فیلم به صورت ویدئویی  در ۱۵ فوریه ۱۹۹۵ منتشر شد. نقدهای متفاوتی دریافت کرد. انتقادات متوجه جلوه‌های ویژه آن بود، اگرچه عموماً بازیگران مورد تحسین قرار گرفتند. این فیلم با دنباله‌ای به نام گوشت خزندگان ۳: گونه‌های اولیه در سال ۱۹۹۶ منتشر شد.